# Ханнеман, Рене
Рене Ханнеман (нем. René Hannemann, 9 октября 1968, Бад-Бельциг, Бранденбург) — немецкий бобслеист, разгоняющий, выступавший за сборные ГДР и Германии в 1990-е годы. Участник двух зимних Олимпийских игр, серебряный призёр Альбервиля, бронзовый призёр Лиллехаммера, чемпион мира и Европы.

## Биография
Рене Ханнеман родился 9 октября 1968 года в коммуне Бад-Бельциг, земля Бранденбург. Выступать в бобслее на профессиональном уровне начал в 1988 году, в качестве разгоняющего присоединился к национальной команде и сразу же стал показывать неплохие результаты, финишировав вторым на чемпионате Европы в Сараево. Вскоре присоединился к четырёхместному экипажу титулованного пилота Вольфганга Хоппе, вместе с ним выиграл бронзу на чемпионате мира 1991 года в Альтенберге, приехав третьим в зачёте двоек.
Закрепившись в составе, отправился защищать честь страны на Олимпийские игры в Альбервиль, где кроме Хоппе в их команду вошли также разгоняющие Богдан Музиоль и Аксель Кюн. Их четвёрка финишировала второй и завоевала тем самым серебряные медали. В 1993 году пополнил послужной список ещё одной бронзой мирового достоинства, третье место на чемпионате в Игльсе. Ездил соревноваться на Игры 1994 года в Лиллехаммере, участвовал в программе четвёрок вместе с Хоппе и разгоняющими Ульфом Хильшером и Карстеном Эмбахом. В итоге им удалось добраться до третьей позиции и получить бронзу. 
Не менее успешным для Рене Ханнемана оказался 1995 год, когда со своим четырёхместным бобом он одержал победу на чемпионате мира в Винтерберге и выиграл золото европейского первенства. Вторую золотую медаль чемпионата мира завоевал в 1997 году на соревнованиях в швейцарском Санкт-Морице. Ввиду резкого подъёма немецкой сборной Хильшер уже не мог конкурировать с молодыми бобслеистами, его уже не взяли на Игры в Нагано, поэтому вскоре последовало решение завершить карьеру профессионального спортсмена.